# Певнев, Александр Леонтьевич
Александр Леонтьевич Певнев (1875—1936) — второй командующий пограничными войсками РСФСР, генерал-майор.

## Биография
Из дворян, православный, холост. Образование получил в Михайловском Воронежском кадетском корпусе. В службу вступил 1 ноября 1892. Окончил Николаевское кавалерийское училище в 1894. Выпущен в 1-й Екатеринодарский полк ККВ. Окончил Николаевскую академию генерального штаба в 1900 по 1-му разряду. Состоял при Виленском военном округе. Старший адъютант штаба 29-й пехотной дивизии с 26 ноября 1900 по 29 апреля 1904. Цензовое командование эскадроном отбывал в 50-м драгунском Иркутском полку с 23 ноября 1902 по 23 ноября 1903. Помощник столоначальника Главного штаба с 29 апреля по 20 июля 1904, потом старший адъютант штаба 4-й Донской казачьей дивизии до 2 июля 1905. Штаб-офицер для особых поручений при штабе 13-го армейского корпуса до 8 октября 1905). Старший адъютант штаба Кавказского военного округа до 27 июля 1910. Для ознакомления с общими требованиями управления и ведения хозяйства в кавалерийском полку был прикомандирован к 1-му Екатеринодарскому полку ККВ с 1 июня до 8 октября 1909). Командир 1-го Линейного казачьего полка ККВ с 27 июля 1910 до 9 января 1914. Командир 1-й бригады 2-й Кавказской казачьей дивизии (назначен 9 января 1914, утверждён 6 апреля 1914). В ноябре 1914 временно командовал 2-й Кавказской казачьей дивизией, действовавшей на Кавказском ТВД, после неудачного боя с курдами входившего в состав дивизии 3-го Волгского казачьего полка под Дутахом (потеряно до 100 человек, 2 орудия и пулемёт), был отозван в Тифлис. Начальник штаба 5-й Кавказской казачьей дивизии с 20 января по 8 мая 1916. Начальник штаба Кавказского кавалерийского корпуса до 4 июля 1916. 2-й обер-квартирмейстер ГУГШ, затем состоял в распоряжении начальника Генерального штаба с 22 июня 1917. В РККА добровольно с весны 1918. Был военруком Главного управления пограничных войск с 30 июля 1918 по 11 сентября 1919, после чего преподавал в Военной академии РККА как штатный руководитель практическими занятиями.

### Репрессии
Арестован Особым отделом Кавказского фронта 6 ноября 1920, но уже 30 декабря того же года освобождён и подлежал высылке на север. Однако вернулся на военную службу как руководитель практическими занятиями академии Генерального штаба (на 12 апреля 1921). Арестовывался по делу «Весна». Был освобождён, вернулся на преподавательскую работу.

### Семья
- Брат — Леонтий Леонтьевич Певнев, хорунжий (1909) в 1-м Полтавском кошевого атамана Сидора Белого полку в составе 1-й бригады 2-й Сводной казачьей дивизии (Кипакиры).

### Чины
- хорунжий (старшинство 7 августа 1893, производство 8 августа 1894);
- сотник (старшинство 7 августа 1897);
- штабс-капитан (старшинство 6 мая 1900);
- капитан (старшинство 14 апреля 1902);
- подполковник (старшинство 17.04.1905);
- полковник (за отличие по службе со старшинством 6 декабря 1909);
- генерал-майор (за отличие со старшинством 6 декабря 1915, высочайший приказ в 1914).

### Награды
- орден Святого Станислава 3-й степени с мечами и бантом (1906);
- Святой Анны 3-й степени с мечами и бантом (1906);
- Святой Анны 4-й степени (1906);
- Святого Станислава 2-й степени с мечами (1906);
- Святой Анны 2-й степени (1908);
- Святого Владимира 4-й степени (6 мая 1913);
- Святого Владимира 3-й степени с мечами (2 марта 1915);
- Святой Анны 1-й степени с мечами (12 сентября 1916);
- Святого Владимира 2-й степени с мечами (1 апреля 1917).

## Сочинения
- Певнев А. Л. Конница. По опыту мировой и гражданской войн. — М.: Госвоениздат, 1924[1].